# إنديانا جونز ومصير أطلانطس
إنديانا جونز ومصير أتلانتس هي لعبة مغامرة للنقطة والنقر من قبل الفنون صدرت في الأصل في عام 1992. وبعد ذلك بعام تقريبا، أعيد إصداره على قرص مدمج كطبعة «تالكي» معززة مع التمثيل الصوتي الكامل والتأثيرات الصوتية الرقمية. في عام 2009، تم إصدار هذا الإصدار أيضًا كإصدار إضافي غير قابل للفتح من لعبة وي أكشن إنديانا جونز وطاقم الملوك، وكعنوان بخار موزع رقميًا.

## نبذة
اللعبة السابعة التي تستخدم لغة البرنامج النصي SCUMM ، مصير اتلانتس تجعل اللاعب يستكشف البيئات ويتفاعل مع الكائنات والشخصيات باستخدام أوامر تم إنشاؤها باستخدام أفعال محددة مسبقًا. يتميز بثلاثة مسارات فريدة للاختيار من بينها، مما يؤثر على تطوير القصة واللعب والألغاز. استخدمت اللعبة محرك SCUMM محدثًا وتطلبت جهاز كمبيوتر يستند إلى 286، على الرغم من أنه لا يزال يعمل كتطبيق DOS في الوضع الحقيقي. يتطلب إصدار CD ناطقتمكين ذاكرة EMS لتحميل البيانات الصوتية.

## القصة
تدور أحداث القصة في عالم خيالي والتي تدور حول البحث العالمي للبطل المسمى باسمه عن مدينة أتلانتس الأسطورية الغارقة. تدعمه صوفيا هابجود، الزميلة القديمة في إنديانا جونز التي تخلت عن حياتها المهنية في مجال الآثار لتصبح نفسية، على طول الرحلة. يلاحق النازيون الشريكين الذي يسعون إلى استخدام قوة أتلانتس للحرب، ويعملون كخصوم للمغامرة.التي تمت كتابة القصة بواسطة هال باروود ونوح فالستين، مصممي اللعبة، الذين رفضوا الخطة الأصلية لتأسيسها على سيناريو فيلم غير مستخدم. ولقد توصلوا إلى المفهوم النهائي أثناء البحث عن مصادر حقيقية لجهاز مؤامرة مناسب.
وأشاد النقاد بـ مصير اتلانتس وحصل على العديد من الجوائزلأفضل لعبة مغامرة لهذا العام.وأصبح بائعًا مليون وحدة ويُنظر إليه على نطاق واسع على أنه كلاسيكي من نوعه اليوم. وتم وضع مصطلحان لتكملة مفترضة، ولكن تم إلغاء كلا المشروعين في النهاية بسبب مشاكل غير متوقعة أثناء التطوير.تم إعادة صياغتهم لاحقًا في سلسلتين منفصلتين من سلسلة دارك هورس كوميكس بواسطة لي مارس ولي إيلين، على التوالي.

## اللعب
ويستند مصير اتلانتيس على SCUMM نظام قصة كتبها رون جيلبرت، أريك فيلموندر، براد P. تايلو، وفينس لي، وبالتالي توظيف هذه اللعبة مشابهة لغيرها من مغامرات نقطة وانقر التي وضعتها كسرتس في 1980s و 1990s.يستكشف اللاعب البيئات الثابتة للعبة أثناء التفاعل مع الشخصيات والكائنات القائمة على العفريت ؛ قد يستخدمون المؤشر لإنشاء وإعطاء أوامر بعدد من الأفعال المحددة مسبقًا مثل «التقط» و «استخدم» و «تحدث إلى».وتكشف المحادثات مع الشخصيات غير القابلة للعب في سلسلة من الأسئلة والأجوبة القابلة للاختيار.
في البداية، يمنح اللاعب الاختيار بين ثلاثة خيارات لعب مختلفة، لكل منها مشاهد فريدة وألغاز لحلها ومواقع للزيارة: مسار الفريق، مسار الذكاء، ومسار القبضة.في مسار الفريق، ينضم إلى بطل الرواية إنديانا جونز شريكته صوفيا هابجود التي ستقدم الدعم طوال اللعبة. يتميز مسار الذكاء بوفرة الألغاز المعقدة، بينما يركز مسار القبضة بشكل كبير على تسلسلات الحركة والقتال بالقبضة، وهذا الأخير اختياري تمامًا في الوضعين الآخرين. من الممكن أن تموت شخصية اللاعب في نقاط معينة من اللعبة، وهو أمر غير معتاد بالنسبة لعناوين لوكاسارتس، على الرغم من أنه تم تصميم المواقف الخطيرة بحيث يسهل التعرف عليها.يتتبع نظام النقاط، نقاط حاصل إندي، الألغاز التي تم حلها والعقبات التي تم التغلب عليها والأشياء المهمة التي تم العثورعليها.

## القطعة
وتدور أحداث قصة مصير اتلانتس في عام 1939، عشية الحرب العالمية الثانية.بناء على طلب زائر يدعى السيد سميث،يحاول أستاذ علم الآثار والمغامر إنديانا جونز العثوعلى تمثال صغير في أرشيف مكان عمله في كلية بارنيت. بعد أن استعاد إندي التمثال ذي القرون، استخدم سميث مفتاحًا لفتحه، وكشف عن حبة معدنية متلألئة بالداخل. ثم يسحب سميث مسدسًا ويهرب مع القطعتين الأثريتين، لكنه يفقد معطفه في هذه العملية. بطاقة الهوية بالداخل تكشف أن «سميث» هو عميل نازي كلاوس كيرنر. يوجد داخل المعطف أيضًا مجلة قديمة تحتوي على مقال عن رحلة استكشافية تعاون فيها جونز مع امرأة شابة تدعى صوفيا هابجود، والتي تخلت منذ ذلك الحين عن علم الآثار لتصبح نفسية.
وخوفًا من أنها قد تكون هدف لكيرنر التالي، تسافر إندي إلى مدينة نيويورك لتحذرها منة ومعرفة المزيد عن التمثال الغامض.هناك، قاطع محاضرتها عن ثقافة وسقوط أتلانتس، وعاد الاثنان إلى شقة صوفيا. يكتشفون أن كيرنر نهب مكتبها بحثًا عن القطع الأثرية الأطلنطية، لكن صوفيا تقول إنها تحتفظ معها بأهم أغراضها عقدها. وهي تمتلك خرزًا لامعة أخرى، تُعرف الآن باسم المعدن الصوفي أوريكالكوم، وتضعه في فم الرصيعة، مستحضرة روح الملك الأطلنطي نور أب سال. وأوضحت أن العالم النازي، الدكتور هانز أوبرمان، يبحث عن قوة أتلانتس لاستخدامه كمصدر للطاقة للحرب.
وتتلقى صوفيا بعد ذلك رسالة توارد خواطر من نور أب سال، تطلب منها العثور على كتاب «الحوار المفقود لأفلاطون»، كتاب هيرموكراتس، الذي سيرشدهم إلى المدينة.وبعد جمع المعلومات، وجدها إندي وصوفيا في النهاية في مجموعة من كلية بارنيت. تصحيح «خطأ عشرة أضعاف» لأفلاطون، وهو ترجمة خاطئة من المصرية إلى اليونانية، تحدد الوثيقة موقع أتلانتس في البحر الأبيض المتوسط، على بعد 300 ميل من مملكة اليونان، بدلاً من 3000 كما هو مذكور في حوار كريتياس.كما تقول إنه من أجل الوصول إلى المدينة المفقودة ومستعمراتها، يلزم وجود ثلاثة أحجار خاصة محفورة. في هذه المرحلة، يتعين على اللاعب الاختيار بين مسار الفريق أو الذكاء أو القبضات، مما يؤثرعلى طريقة الحصول على الأحجار.في جميع المسارات الثلاثة، يلتقي جونز بتاجر قطع أثرية في مونت كارلو، ويغامر بحفر أثري في الجزائر العاصمة، ويستكشف متاهة أطلنطية في كنوسوس على جزيرة كريت، ويقبض النازيون على صوفيا.وتشمل المواقع الأخرى بقايا مستعمرة أطلنطية صغيرة في ثيرا، ومنطاد هيدروجين وغواصة نازية.
و تتتقارب السيناريوهات الفردية عند هذه النقطة حيث يشق إنديانا طريقه إلى مدخل أطلانطس تحت الماء بالقرب من ثيرا ويبدأ في استكشاف المدينة المفقودة.يكتشف كيفية استخدام أجهزة اتلانتيان المختلفة وحتى إنتاج خرز أوريكالكوم. بهذه المعرفة ينقذ صوفيا من السجن، ويشقوا طريقهم إلى وسط أتلانتس، حيث ترشدهم ميداليتها إلى منزل نور أب سل.تستحوذ روح الملك الأطلنطي على صوفيا بالكامل وبواسطة خدعة فقط تخلصها إندي من القلادة وتدمرها، وبالتالي حررها.في هذه الأثناء، لاحظوا عظام مشوهة بشكل غريب في كل مكان.يتقدمون أكثر ويصلون في النهاية إلى تمثال ضخم بناه سكان المدينة في محاولة لتحويل أنفسهم إلى آلهة.كانوا يأملون في استخدام عشر حبات من الأوريكالكوم في كل مرة تمكنهم من التحكم في المياه بالقوى التي اكتسبوها، مما يحافظ على مستوى سطح البحر منخفضًا لمنع كارثة وشيكة.
على غير علم تبدأ إنديانا الآلة التي عليها يغزو كيرن، أوبرمان والقوات النازية المكان ويعلنون عن نيتهم في استخدام الآلة ليصبحوا آلهة. كانت الآلة مسؤولة عن إنشاء الهياكل العظمية المتحولة التي رأيناها سابقًا، لكن النازيين يعتقدون أنها ستعمل عليها بسبب صفاتهم الآرية. يصر كيرنر على الصعود إلى المنصة أولاً، مدعيًا أنه الأكثر ملاءمة للإله. بعد أن ذكر جونز خطأ أفلاطون العشرة أضعاف، قرر كيرنر استخدام حبة واحدة بدلاً من عشرة. لقد تحول إلى مخلوق مشوه ومقرن بشكل رهيب، ويقفز في الحمم المحيطة به. تُجبر إنديانا على الصعود على المنصة بعد ذلك، لكنها تهدد أوبرمان باللعنة الأبدية بمجرد أن يصبح إلهًا خوفا من غضبه. يستخدم أوبرمان الآلة على نفسه ويطعمها مائة حبة، لقد تحول إلى كائن أثيري أخضر، لكن شكله يصبح غير مستقر ويطير بصراخ مؤلم.
وترى نهايتان سيئتان بديلتان أن أحد الأبطال يخضع للتحول الثاني إذا لم تستطع إنديانا إقناع أوبرمان باستخدام الآلة بدلاً من ذلك، أو إذا لم يتم تحرير صوفيا من سجنها وتأثير نورأب سال. في نهاية سعيدة، اتلانتيس يستسلم لاندلاع تزال نشطة بركان كما يفر الثنائي من المدينة. يصورالمشهد الأخير إنديانا وهي تقبل صوفيا على قمة غواصة الهروب، لتهدئة نفسه لعدم وجود دليل على اكتشافها.

## التطوير
وفي ذلك الوقت، تم تحديد تكملة لـ إنديانا جونز والحملة الصليبية الأخيرة: مغامرة الجرافيك، كان معظم موظفي العاب لوكاس فيلم مشغولين بمشاريع أخرى مثلسر جزيرة القرد والحفر . كان المصمم هال باروورد قد ابتكر فقط لعبتي كمبيوتر بمفرده من قبل، ولكن تم تكليفه بالمسؤولية عن المشروع بسبب خبرته كمنتج وكاتب لأفلام روائية.أرادته الشركة في الأصل أن يبتكر لعبة تستند إلى إنديانا جونز و ملك القرد / حديقة الحياة ، وهو نص تم رفضه من قبل كريس كولومبوس للفيلم الثالث الذي كان سيشهد إنديانا تبحث عن القطع الأثرية الصينية في إفريقيا. ومع ذلك، بعد قراءة السيناريو، قرر بارود أن الفكرة كانت دون المستوى، وطلب إنشاء قصة أصلية للعبة بدلاً من ذلك. وزار مع زميله نوح فالستاين مكتبة مكان عمل جورج لوكاس مزرعة سكاي ووكر للبحث عن أجهزة مؤامرة محتملة. قرروا في نهاية المطاف على أتلانتس عندما نظروا إلى رسم تخطيطي في «بعض كتاب طاولة القهوة الرخيصة عن ألغاز العالم التي لم يتم حلها»، والتي صورت المدينة على أنها مبنية في ثلاث دوائر متحدة المركز. اعتبر فالشتاين وباروود في الأصل أن السيف الأسطوري إكسكاليبور هو أداة حبكة القصة، لكن الفكرة ألغيت لأنها لم تكن ستعطي إنديانا جونز بسهولة سببًا للذهاب إلى أي مكان باستثناء إنجلترا.
تضمنت كتابة القصة بحثًا مكثفًا حول عدد كبير من الكتب العلمية الزائفة. تم استلهام الإلهام من الأساطير في اللعبة، مثل وصف المدينة وظهور المعدن اوريكالكوم، بشكل أساسي من محاورات أفلاطون
تيماوس و كريتياس ، ومن كتاب اغناطيوس لويولا دونيلي اتلانتس: العالم القديم الذي أحيا الاهتمام بالأسطورة خلال القرن التاسع عشر. تم تبني الخصائص السحرية لـ اوريكالكوم والتكنولوجيا الأطلنطية الموضحة في اللعبة جزئيًا من منشورات الروحانية الروسية هيلينا بلافاتسكي حول قوة فرل . كان العملاق الذي ينتج الآلهة مبنيًا على جهاز لتركيز الطاقة يسمى «فايرستون»، والذي وصفه سابقًا عالم النفس الأمريكي إدغار كايس.
وبمجرد أن أكمل باروود وفالشتاين الخطوط العريضة للقصة، كتب باروود النص الفعلي، وبدأ الفريق في تصور الألغاز وتصميم البيئات. تم صنع القطع الأثرية والعمارة الأطلنطية التي ابتكرها الفنان الرئيسي ويليام إيكن لتشبه تلك التي كانت في الحضارة المينوية، بينما تشير اللعبة بدورها إلى أن المينويين كانوا مستوحين من أتلانتس.قصد باروود للفن الأطلنطي أن يكون له إحساس «غريب» به، حيث يبدو أن الآلات تعمل على فيزياء غير معروفة حتى الآن بدلاً من السحر.تم رسم الخلفيات أولاً بالقلم الرصاص، مع إعطاء طبقة من اللون الأساسي ثم تحويلها وتعديلها باستخدام 256 لونًا. في الغالب تم رسمها بالماوس باستخدام برنامج دهان فاخر، على الرغم من أن ما يقرب من 10 بالمائة كانت لوحات تم مسحها ضوئيًا في نهاية دورة التطوير.نتيجة للتغييرات المنتظمة في التصميم، غالبًا ما كان يتعين على الفنانين مراجعة الصور. تم نسخ الرسوم المتحركة للشخصية بشكل كامل مع لقطات فيديو لستيف بورسيل عن إنديانا وكوليت ميشود لحركات صوفيا.استشار باروود أحيانًا الفريق الفني الرئيسي الذي يتألف من إيكين وجيمس دولار وأفريل هاريسون للمساعدة في حل الألغاز الأكثر رسومًا في اللعبة، مثل الروبوت المكسور في اتلانتس.
وتم اقتراح إضافة ثلاثة مسارات مختلفة من قبل فالشتاين وأضاف حوالي ستة أشهر أخرى من وقت التطوير، ويرجع ذلك أساسًا إلى كل الحوار الإضافي الذي كان يجب تنفيذه للتفاعل بين إنديانا وصوفيا. إجمالاً، استغرقت اللعبة حوالي عامين للانتهاء، بدءًا من أوائل عام 1990، واستمرت حتى إصدار القرص المرن في يونيو 1992. كان الجانب الوحيد الذي لم يشارك فيه باروودعلى الإطلاق هو إنتاج أصوات لإصدار «ناطق» المحسن الذي تم إصداره على قرص مضغوط في مايو 1993، والذي تم التعامل معه بدلاً من ذلك بواسطة تاملين بارا. استغرقت تسجيلات الصوت لما يقرب من 8000 سطر من الحوار حوالي أربعة أسابيع، وتم إجراؤها مع ممثلين من الاتحاد الأمريكي لفناني الراديو والتلفزيون . لم يكن هاريسون فورد متاحًا لتسجيل صوت إنديانا جونز، لذلك تم استخدام ممثل بديل دوج لي. تم تضمين إصدار «ناطق» لاحقًا كطريقة لعب إضافية في إصدار وي من لعبة الحركة لعام 2009 إنديانا جونز وطاقم الملوك ، وتم توزيعها عبر برنامج توصيل المحتوى الرقمي بخار كمنفذ لنظام التشغيل ويندوزXP وويندوزVista وماكOS X في نفس العام. الإصدارات الموجودة على وي والمتاحة على بخارقد حسنت إصدارات ميدي للموسيقى التصويرية، إلى جانب الأصوات والنصوص.
والرسم التوضيحي لمجموعة مصير اتلانتس مستوحى من ملصقات فيلم انديانا جونز لدرو ستروزان . تم رسمه بواسطة انتزع في غضون ثلاثة أيام، بعد خلافات مع قسم التسويق ومدير فني خارجي حول المفهوم الذي يجب استخدامه. ابتكر كلينت باجاكيان وبيتر ماكونيل ومايكل لاند الموسيقى التصويرية للعبة، وقاموا بترتيب موضوع جون ويليامز الرئيسي «غزاة مارس» لمجموعة متنوعة من المؤلفات. يستخدم إصدار دوس الموسيقى المتسلسلة التي يتم تشغيلها إما بواسطة مكبر صوت داخلي أو توليف FM لبطاقة صوت اديل أو الصوت أومكبر التوليف المستند إلى عينة لوحدة صوت رولاندMT-32. أثناء تطوير اللعبة، كتب وليام ميسنر لوبس ودان باري سلسلة دارك هورس كوميكس بناءً على قصة باروودو فالستاين، ثم بعنوان إنديانا جونز والمفاتيح إلى أتلانتس . في مقابلة، ذكر إيكن اجتماعات استمرت ساعة لفريق التطوير في محاولة للتوصل إلى لقب أفضل من لقب «مصير أتلانتس» ، على الرغم من أن الموظفين لم يتمكنوا من التفكير في عنوان واحد ودائمًا ما انتهى بهم الأمر بأسماء مثل «إنديانا جونز هل أتلانتس». كان العنوان الأخير هو فكرة باروود، الذي كان عليه أولاً إقناع إدارة الشركة وفريق التسويق بعدم تسمية اللعبة ببساطة «مغامرة مغامرة إندي التالية».
وطور لوكاسارتسمنفذًا للنسخة المحسنة لقرص سيجا المضغوط، ولكن تم إلغاء الإصدار في النهاية لأن سر جزيرة القرد فشل في تحقيق الكثير من النجاح التجاري على المنصة. تم إصدار لعبة إنديانا جونز ومصير أتلانتس: لعبة الأكشن التي صممها انتبه للتفاصيلl في نفس الوقت تقريبًا مع نظيرتها المغامرة، وتتبع مؤامرة بشكل فضفاض.

## استقبال
وفقًا لقادة المارقة: قصة لوكاسارتس، كان مصير أتلانتس «نجاحًا تجاريًا». أفاد نوح فالستاين أنه كان لقب المغامرة الأكثرنجاحًا في لوكاسارتس بحلول عام 2009، وفي ذلك الوقت تجاوزت مبيعاته مدى الحياة مليون وحدة. وأشار إلى أن جمهورلاعبي اللعبة كان 30٪ من الإناث، وهو رقم أعلى مما حققته معظم عناوين لوكاسارتس قبل إصدارها.
وصنف المراجعون من لعبة المخبر و مراجعة ألعاب الكمبيوتر ومجلة الالعاب و مجلة اللاعبين على لعبة مصير اتلانتيس كأفضل لعبة مغامرة لهذا العام، وقد صنفتها IGN لاحقًا على أنها "كلاسيكية". باتريشيا هارتلي وكيرك ليسر أوف دراجون وصفتها بأنها "رائعة" و "مثيرة للتفكير". أشادوا بنظام "الفريق، الذكاء، القبضات" لزيادة قيمة إعادة اللعبة، لكنهم اعتقدوا أن خيار الفريق هو الأفضل. ولخصه المراجعون على أنه "لا بد منه للشراء". أشاد ليم تشون وي من نيو ستريتس تايمز برسومات اللعبة وتسلسلات بأسلوب الممرات. كتب عن الأول الاهتمام بالتفاصيل ممتاز بألوان رائعة ورسوم متحركة رائعة للعفاريت وردد رأي هارتلي وليسر بأن الفريق كان أفضل وضع في اللعبة. أنهى وي مراجعته من خلال وصف لعبة مصير اتلانتس بأنها "لعبة رائعة، حتى أنها تغلبت على سر جزيرة القرد2.
وأشاد تشارلز أرداي من عالم ألعاب الكمبيوتر في سبتمبر 1992 بإعداده لاحتوائه على "المزيج الصحيح من الجاذبية والسخافة والمنح الدراسية الحقيقية والغموض الجامبو الغامض، ووصفها بأنها قصة قوية بما يكفي لتحملها بجوار أي من إندي أفلام . وأشاد بشدة بنظام فريق ذكاء القبضات الخاص باللعبة والذي كتب عنه لم يسبق لأي لعبة أن أولت هذا القدر من الاهتمام لما يريده اللاعب.كما أنه استمتع برسوماتها ولغاتها المتنوعة. على الرغم من أنه استشهد بالعفاريت المتحركة ونقص التمثيل الصوتي كنقاط منخفضة، فقد لخص اردي مصير أتلانتس على أنه لعبة مليئة بالحيوية ومضحكة وذكية وذكية والتي طغت على سابقتها الحملة الصليبية الأخيرة. كما أشاد كويستبوستر باللعبة، مشيرًا إلى أنها ليست فقط أفضل مغامرة قام بها لوكس ارت على الإطلاق ولكنها ربما تكون أيضًا أفضل مغامرة رسومية على الإطلاق ... مثالية تقريبًا في جميع المجالات". كتب المراجع " أتلانتس يتألق بـ 256 لونًا" وأن الموسيقيين والمتخصصين في المؤثرات الصوتية يستحقون طرفًا من القبعة، مشيرًا إلى أن الصوت يكمل تأثير تشغيل فيلم. ووصف الألغاز بأنها إبداعية وعادلة بالتأكيد "وأعجب بالحلول المتعددة. خلص المراجع إلى أن اللعبة كانت لعبة لا غنى عنها لجميع المغامرين وحصلت على تصويتي لأفضل بحث في العام، مرتبطة بـ ألتيما الرذيلة، وكلاهما يعيد تعريف حالة -فارت في الأنواع الخاصة بهم .
وفي العام التالي، صرح أرداي أنه «على عكس العديد من التحديثات الأخيرة للأقراص المدمجة، والتي كانت محرجة وغير تقليدية»، فإن إصدار القرص المضغوط «يحمل طابع الجودة في كل مكان»، مع الحوار الإضافي والمؤثرات الصوتية «مثل أخذ ويسكت فيلم وتحويله إلى اسلكي..ومن الصعب العودة إلى قراءة النص من على الشاشة بعد تجربة لعبة كهذه». وخلص إلى أن «لوكاسارتس قام بعمل لا تشوبه شائبة يجب أن تراه».في أبريل 1994، قالت المجلة إن «نسخة القرص من اتلانتس ممتعة، لكنها من نواح كثيرة، مجرد لعبة مغامرات أخرى»، لكن الخطاب جعل نسخة القرص المضغوط «تقريبًا رائعًا لفيلم إنديانا جونز، وأنت الشخصية الرئيسية»، واستنتاجًا«إذا كنت تريد سببًا وجيهًا لشراء قرص مضغوط، فلا مزيد من البحث».كتب آندي نوتال من تنسيق أميغا ، «الألغاز مدروسة جيدًا ، مع بعض العناصر الرائعة والرائعة التي تمنحك دفعة حقيقية عند حلها.» وأشار إلى أن اللعبة «مليئة بعناصر مضحكة حقًا». كانت شكواه الوحيدة حول خطية اللعبة مقارنة بـ جزيرة القرد2؛ لكنه انتهى بالقول ، «إنها نقطة ثانوية، على أي حال ، ولا ينبغي أن تمنعك من شراء واحدة من أفضل مغامرات أميغاعلى الإطلاق.» في عام 2008، أشادت مجلة ريترو جايمر بها باعتبارها «قطعة بارعة في سرد القصص ومغامرة ساحرة».
وفي عام 1992، تم اختيار عالم ألعاب الكمبيوتر مصير اتلانتس كأحد أفضل أربع ألعاب مغامرات لهذا العام. تم ترشيحه لجائزة في مؤتمر مطوري الألعاب عام 1993. في عام 1994، صنفت ألعاب الكمبيوترالولايات المتحدة النسخة المضغوطة من مصير اتلانتس كأفضل لعبة كمبيوتر رقم 38 على الإطلاق. كتب المحررون أن الإصدار المرن كان «لعبة رائعة»، لكن نسخة القرص المضغوط تحسنت عليه من خلال «وضع [تينغ] معيارًا صناعيًا جديدًا للتمثيل الصوتي.» في نفس العام ، صنفتها ألعاب الكمبيوترالمملكة المتحدة على أنها أفضل 13 لعبة كمبيوتر على الإطلاق. وصفه المحررون بأنه «وليمة فخمة للمغامرة ومحبي إندي على حد سواء.» في عام 1996، أعلنت شركة عالم ألعاب الكمبيوتر أنديانا جونز ومصير أتلانتس هي أفضل لعبة كمبيوتر رقم 93 تم إصدارها على الإطلاق. في عام 2011، صنفت مغامرات اللاعبون مصير اتلانتس كأفضل لعبة مغامرات على الإطلاق في المرتبة 11.
وفي عام 1998،أعلنت ألعاب الكمبيوتر أنها أفضل لعبة كمبيوتر41 تم إصدارها على الإطلاق، ووصفها المحررون بأنها «إنجاز بارز لـ لوكاسارتس، وهو الأس الأكبر لهذا النوع ، ولا يزال مطلوبًا اللعب للمغامرين في كل مكان».

## الميراث
وبعد إصدار اللعبة، تصور جو بيني وهال باروود وبيل ستونهام وأريك ويلماندر قصة لخليفة مفترض في نوع المغامرة. بعنوان انإنديانا جونز وأيرون فينيكس، تم تعيينه بعد الحرب العالمية الثانية وظهر النازيين الذين يبحثون عن ملجأ في بوليفيا، في محاولة لإحياء أدولف هتلر بحجر الفلاسفة.وكانت اللعبة قيد التطوير لمدة 15 شهرًا قبل عرضها في المعرض التجاري الأوروبي للكمبيوتر .
ومع ذلك، عندما اكتشف المنسقون الألمان مدى انتشار اللعبة في التعامل مع النازية الجديدة، أبلغوا لوكاسارتس بصعوبة تسويق اللعبة في بلدهم.ونظرًا لأن ألمانيا كانت سوقًا خارجيًا مهمًا لألعاب المغامرات ، فقد خشي لوكاسارتس من أن الإيرادات المنخفضة لن تعوض تكاليف التطوير ، وبالتالي ألغى اللعبة. تم تعديل الحبكة لاحقًا في سلسلة دارك هورس كوميكس المكونة من أربعة أجزاء بواسطة لي مارس، تُنشر شهريًا من ديسمبر 1994 إلى مارس 1995. في مقابلة ، علق باروود أن فريق التطوير كان يجب أن يفكر في القصة بشكل أكثر شمولاً مسبقًا ، واصفاً إياها بأنها غير حساسة ولا تندم على إلغاء العنوان.
وتم التخطيط لعبة متابعة أخرى تسمى إنديانا جونز ورمح القدر، والتي تدور حول Spear of Longinus. تم الاستعانة بمصادر خارجية للتطوير لاستوديو صغير ، ولكن توقف في النهاية لأن LucasArts لم يكن لديه خبرة في الإشراف على الفرق الخارجية. أعادت إيلين لي صياغة القصة بشكل فضفاض إلى سلسلة كتب هزلية أخرى من أربعة أجزاء ، تم إصدارها في الفترة من أبريل إلى يوليو 1995.